# Jacopo Torriti

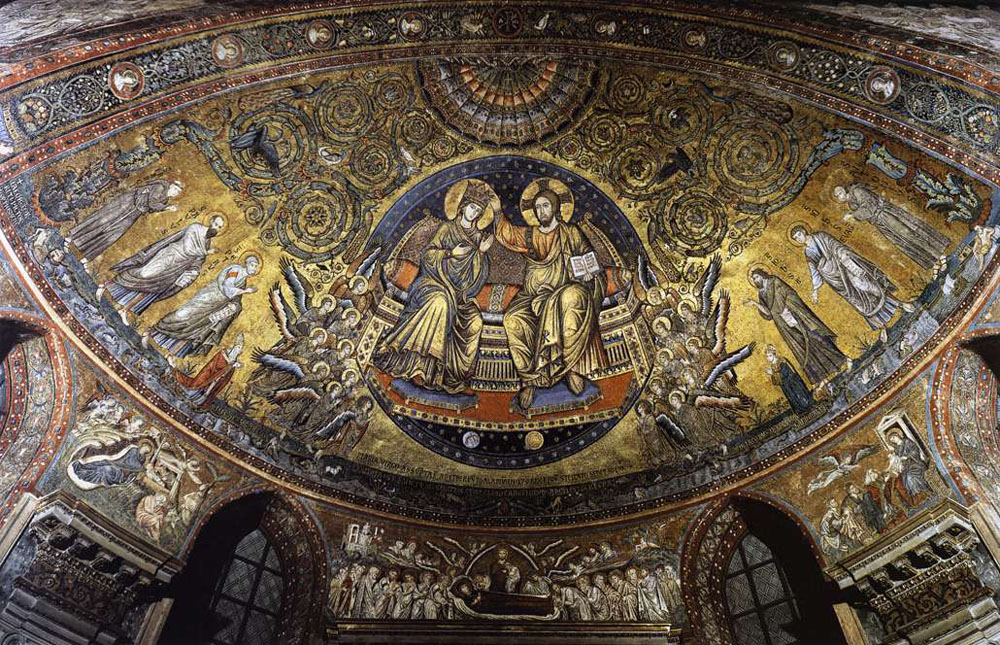
Kroning van de Maagd door Torriti.

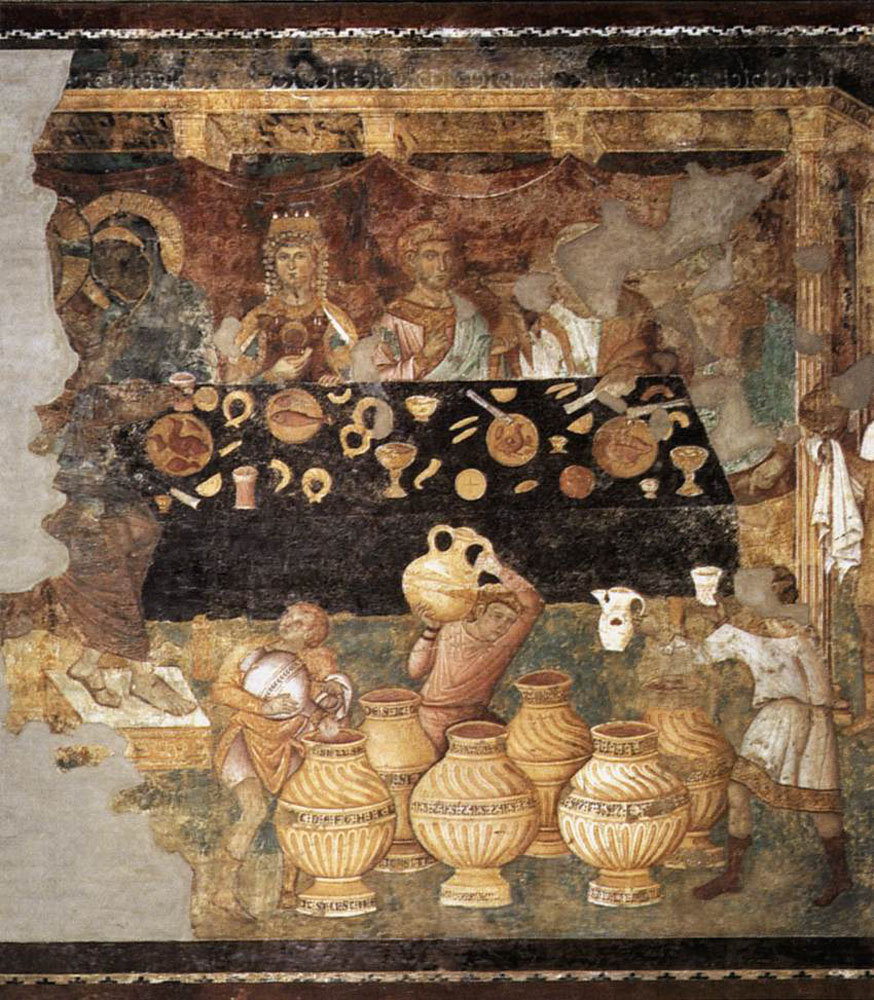
Huwelijk te Kanaän door Torriti.

Jacopo Torriti of Turriti was een Italiaanse schilder en mozaïekmaker uit de 13e eeuw. Er zijn geen geschreven documenten over zijn leven overgeleverd.
Torriti werkte als decorateur vooral in de apsis van de San Giovanni in Laterano en de Santa Maria Maggiore in Rome. Die in Laterano, in de stijl van Cimabue, werden uitgevoerd in samenwerking met Jacopo Camerino - die net als Torriti franciscanermonnik was. Torriti werkte eraan in de jaren 1287 tot 1292.
In 1291 tekende hij de mozaïeken voor de apsis in de basiliek van San Giovanni in Laterano in Rome, die bijna allemaal werden vernieuwd in 1878. De mozaïeken van de apsis in de Santa Maria Maggiore-kerk werden door hem uitgevoerd in 1295. Ze verbeelden de kroning van Maria door Christus in een groot medaillon. Het medaillon is omzoomd door een uitdijende bloemenversiering met bloemen, vogels en dieren, die waarschijnlijk dateert van een origineel uit de 4de eeuw. In de onderste strook van het mozaïek herkent men links de staande figuren van Petrus, Paulus en paus Nicolaas IV, en rechts die van Johannes de Doper, Jakobus de Meerdere, Antonius van Egypte en Jacopo Colonna. De muren zijn versierd met scènes uit het leven van Maria. De apsis van de Santa Maria Maggiore is het belangrijkste overgebleven voorbeeld van Romeinse mozaïekkunst uit de late middeleeuwen.
Torriti heeft waarschijnlijk deelgenomen aan de uitvoering van een aantal fresco's in de bovenkerk van de Sint-Franciscusbasiliek (Assisi) en aan de fresco's in de Abdij van Tre Fontane in de buurt van Rome. In Frankrijk is een schilderij van Jacopo Torriti tentoongesteld in het Musée de Grenoble (Santa Lucia).
- Gemeinsame Normdatei: 1089130236
- International Standard Name Identifier: 0000 0000 7004 2645
- Library of Congress Control Number: n91082107
- Nationale Bibliotheek van Israël: 987007355439705171
- Système universitaire de documentation: 240437365
- Union List of Artist Names: 500007775
- Virtual International Authority File: 95728529